# Argos-Mycènes
Le dème d’Argos-Mycènes (en grec moderne : Δήμος Άργους - Μυκηνών / Dímos Árgous-Mykinón) est une circonscription administrative de la périphérie (région) du Péloponnèse, ayant pour capitale la ville d'Argos et pour « capitale historique » le village de Mycènes.
Il a été créé en 2010 dans le cadre du programme Kallikratis, par la fusion des anciennes municipalités d'Argos, Koutsopódi, Lerne, Lyrkía, Mycènes et Néa Kíos, et des communautés d'Aléa et Achladókampos. Son territoire correspond à celui de l'ancienne province d'Argos, abolie en 1997.

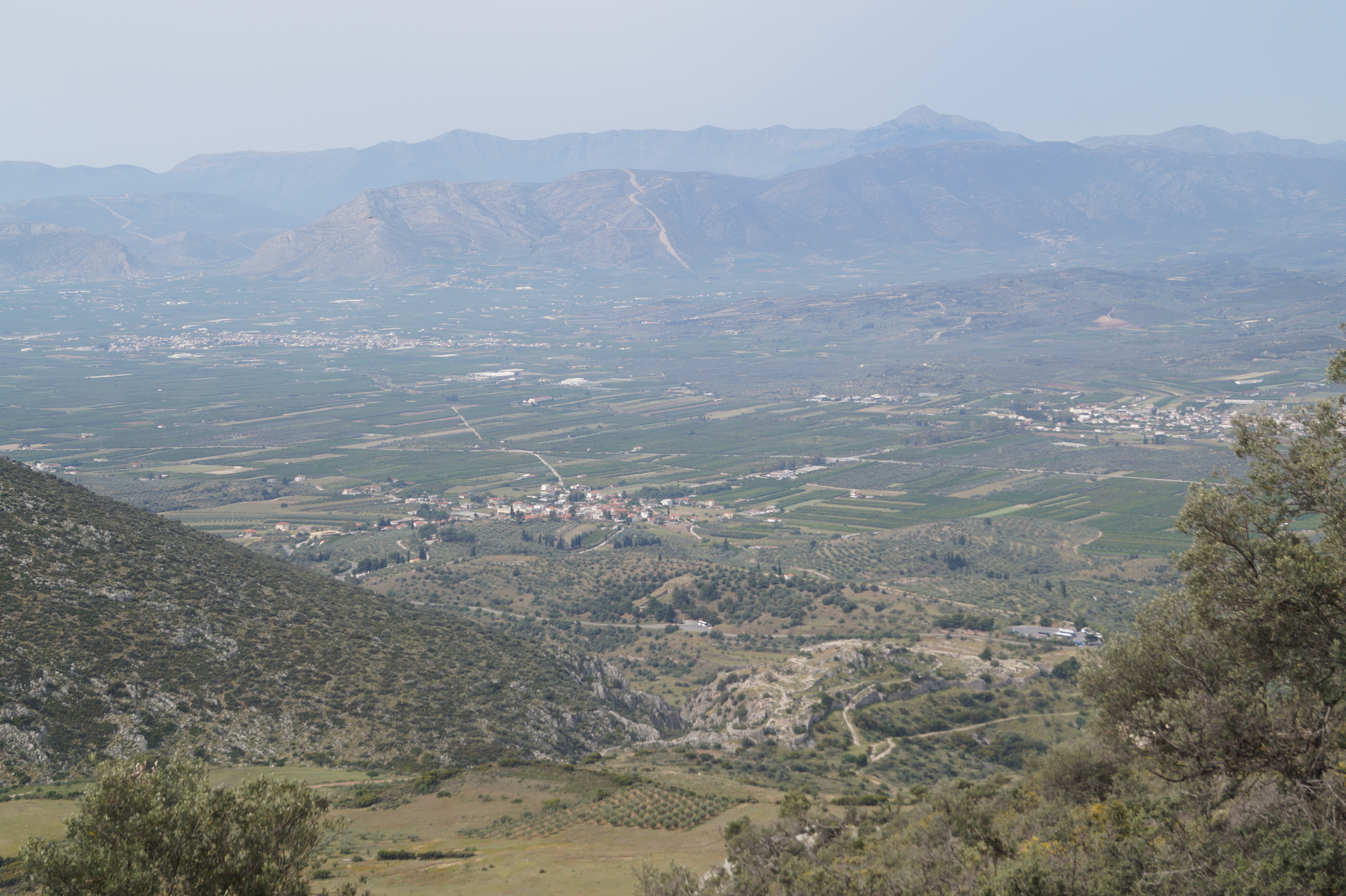
Mykines, Argolide, Grèce : Vue depuis le versant sud du mont Profitis Ilias sur le site archéologique de Mycènes. Au fond se trouvent les villages Koutsopodi (à gauche), Mikines (devant) et Fichti (à droite)